# Ernst Helmreich
Ernst J. M. Helmreich (Munique, 1 de julho de 1922 – 4 de fevereiro de 2017) foi um bioquímico alemão.

## Formação e carreira
Helmreich estudou medicina e química orgânica em Munique. Em 1949 obteve um doutorado em mmedicina. Obteve a habilitação com um trabalho sobre o metabolismo da frutose. Em 1954 foi pesquisar com Carl Ferdinand Cori e Gerty Cori na Universidade Washington em St. Louis, onde foi depois professor. Em 1967 teve um período sabático com Manfred Eigen. Em 1968 foi chamado para a cátedra de bioquímica da Universidade de Würzburgo, onde aposentou-se em 1990.
Recebeu a Medalha Cothenius de 2003.